# Etykieta opony

Europejska etykieta opony

Etykieta opony – etykieta zawierająca informacje o parametrach opony, w tym o klasach efektywności paliwowej i przyczepności na mokrej nawierzchni, a także o zewnętrznym hałasie toczenia. Etykiety mają za zadanie pomóc kierowcom w wyborze opon. Wszystkie opony wyprodukowane po 1 maja 2021 obowiązuje nowy format etykiety, zawierający dodatkowe informacje oraz kod QR przenoszący do strony internetowej Unii Europejskiej z bazą danych produktów do etykietowania energetycznego (EPREL), na której znajdują się parametry danej opony. Ponadto na nowej etykiecie pojawiły się piktogramy, informujące o przyczepności opony na ośnieżonej drodze oraz na lodzie.

## Zastosowanie i zasady unijnych etykiet na opony
Od 1 listopada 2012 r. opony sprzedawane na terenie krajów członkowskich Unii Europejskiej muszą być zaopatrzone w specjalne etykiety z informacjami na temat m.in. ich wydajności pod względem zużycia paliwa, przyczepności na mokrej nawierzchni oraz poziomu generowanego hałasu. 
Informacje na naklejkach muszą być przedstawione w przejrzysty sposób, podobnie jak na znanych już etykietach energetycznych umieszczanych m.in. na produktach AGD: klasa A oznacza najwyższe osiągi, zaś klasa E – najniższe.
Sprzedawcy na terenie państw Unii Europejskiej są zobowiązani do zamieszczania naklejek na bieżniku opon przeznaczonych do samochodów osobowych, dostawczych, ciężarowych, naczep autobusów lub do umieszczania etykiet w ich pobliżu. Etykiety muszą być eksponowane w widocznym miejscu. Nakaz ten nakłada rozporządzenie Parlamentu Europejskiego i Rady WE nr 1222/2009.

## Kryteria

### Efektywność energetyczna / opór toczenia
W trakcie jazdy opona odkształca się na skutek kontaktu z podłożem, przez co traci energię. Powstające w ten sposób straty energii nazywamy oporem toczenia. Ma on bezpośredni wpływ na zużycie paliwa, a więc również na jakość środowiska naturalnego. Opona o mniejszym oporze toczenia zużywa mniej energii, dzięki czemu spalamy mniej paliwa i mniej spalin trafia do atmosfery.
Różnica zużycia paliwa między klasami A i E wynosi w przybliżeniu 0,6 litra na 100 kilometrów. Rzeczywiste osiągi mogą różnić się w zależności od pojazdu i warunków jazdy.

### Przyczepność na mokrej nawierzchni
Hamowanie na mokrej nawierzchni jest kluczową cechą wpływającą na bezpieczeństwo podróży, mierzoną w metrach od momentu rozpoczęcia hamowania do zatrzymania pojazdu. Wyszczególniono oceny od A do E. Ocena A oznacza najkrótszą drogę hamowania. Różnice między ocenami to skrócenie lub wydłużenie dystansu hamowania przy prędkości 80 km/h. Specjaliści przyjmują w przybliżeniu, że droga hamowania samochodu kompaktowego wzrasta z każdą kolejną klasą o ok. 3,5 m. Jest to wartość niewiele mniejsza niż długość tego typu aut, która przeciętnie wynosi ok. 4 m.

### Zewnętrzny hałas toczenia
To hałas generowany przez opony w ruchu. Na etykiecie parametr ten podawany jest w decybelach oraz klasach – od najcichszej A do najgłośniejszej C. Każdy model dopuszczony do ruchu mieści się w obowiązujących normach. Im cichsza opona, tym bardziej jest ona przyjazna dla środowiska.

## Nowe informacje na etykietach
Nowy wzór etykiety opony, który obowiązuje od 1 maja 2021 roku, różni się od poprzedniej wersji nie tylko sposobem przedstawiania informacji. Producenci umieszczają na dokumencie dwa dodatkowe parametry: przyczepność na śniegu i przyczepność na lodzie. Zmodyfikowano także skalę ocen efektywności paliwowej i przyczepności na mokrej nawierzchni, eliminując klasy F i G. Takie zmiany mają ułatwić kierowcom wybór opon o najlepszych parametrach, co przekłada się na poprawę bezpieczeństwa i ekonomii jazdy.

### Przyczepność na śniegu
Etykieta ogumienia zimowego może mieć oznaczenie 3PMSF, które odnosi się do symbolu Three Peak Mountain Snowflake. Opatrzona nim opona spełnia określone normy dotyczące przyczepności na śniegu i lodzie. Etykieta może również mieć oznaczenie M+S (Mud And Snow), co informuje, że dana opona została zaprojektowana do jazdy w warunkach związanych z błotem i śniegiem. Opony o oznaczeniu M+S mogą być bardziej uniwersalne i odpowiednie do różnych warunków zimowych, ale nie muszą spełniać tak ścisłych standardów jak opony z oznaczeniem 3PMSF.

### Przyczepność na lodzie
Zupełnie nowym oznaczeniem na etykietach opon do samochodów osobowych (C1) jest symbol wskazujący przyczepność na lodzie. To charakterystyczna grafika lodowego stalagmitu. Może zostać wykorzystana przez producenta wyłącznie wtedy, gdy ogumienie spełnia wymogi normy ISO (ISO 19447).

## Opony podlegające obowiązkowi etykietowania
Oznakowanie opon za pomocą etykiet dotyczy opon dla:
- samochodów osobowych i SUV;
- samochodów dostawczych;
- samochodów ciężarowych, naczep, przyczep, autobusów.

### Opony nie objęte przepisami o etykietowaniu
- do samochodów z datą pierwszej rejestracji przed 1.10.1990[11];
- bieżnikowane;
- motocyklowe;
- rajdowe;
- z kolcami;
- zapasowe;
- posiadające indeks prędkości niższy niż 80 km/h;
- do pojazdów zabytkowych;
- profesjonalne, do jazdy w różnym terenie;
- o znamionowej średnicy obręczy nie większej niż 25,4 cm lub nie mniejszej niż 63,5 cm[12].

## Etykiety na opony w innych państwach
Europejskie etykiety na opony jest przedsięwzięciem skupiającym wszystkie państwa Unii Europejskiej. Są jednak na świecie pojedyncze państwa, które wprowadziły podobne rozwiązanie.

### Japonia
W Japonii system etykietowania opon jest bardzo zbliżony do tego w UE. Jednak posiada on tylko dwa kryteria: efektywność energetyczną oraz przyczepność na mokrej nawierzchni. Pierwsza kategoria posiada 5 klas: AAA, AA, A, B i C, natomiast drugie jest klasyfikowane w 4 klasach : A, B, C i D. Opony z efektywnością energetyczną AAA, AA oraz A uznawane są za paliwooszczędne i wyróżniane są dodatkowym symbolem.

### Korea Południowa
Korea Południowa podobnie jak Japonia posiada takie same dwa kryteria, jednak osiągi są oceniane w formie cyfrowej od 1 do 5.

### Stany Zjednoczone Ameryki
Wskazówką dla kupujących letnie ogumienie wyprodukowane w USA jest tzw. ocena UTQG, którą znaleźć można na boku opon. Dotyczy ona szybkości ścierania się bieżnika, przyczepności na mokrej nawierzchni oraz odporności na temperaturę. Wykonywanie testów leży po stronie producentów.

## Krytyka i opinie kierowców
Rok po wprowadzeniu etykietowania opon w Unii Europejskiej portal Rezulteo-opony, razem z instytutem Ipsos, przeprowadził sondaż wśród europejskich kierowców, który pokazuje, że zaledwie 8% ankietowanych potrafiło poprawnie wymienić 3 kryteria, a 36% słyszało o tym nowym prawie.
W sondażu przeprowadzonym rok wcześniej odsetek ten wyniósł 22%. Przed wprowadzeniem etykiet na opony, 71% europejskich konsumentów potrzebowało porad przy zakupie opon. Pozytywnie wypowiadało się 8 z 10 na temat etykietowania. Badania pokazały, że dla kierowców najważniejszym z trzech kryteriów jest hamowanie na mokrej nawierzchni.
Etykiety zawierają informacje tylko o 3 kryteriach, podczas gdy na wybór opon powinny mieć wpływ także inne kryteria:
- odporność na akwaplanację,
- przyczepność na różnych rodzajach nawierzchni, w różnych warunkach,
- wytrzymałość,
- odporność na zużycie,
- przyczepność na suchej nawierzchni,
- parametry w warunkach zimowych,
- i wiele innych.

Kupujący powinien dokonywać wyboru świadomie, dysponując kompletem informacji na temat osiągów ogumienia, pozwalających mu na ocenę i porównanie poszczególnych modeli. Po takie informacje kupujący powinien zwrócić się do sprzedawcy lub producenta.